# Classe Murasame (1958)
Pour les autres classes de navires du même nom, voir Classe Murasame.
La classe Murasame est une classe de destroyers construits pour la force d'autodéfense maritime japonaise à la fin des années 1950 en tant que successeur de la classe Ayanami. Comme son prédécesseur, sa tâche principale est la lutte anti-sous-marine, mais son armement amélioré lui a également permis de mieux performer dans le rôle anti-aérien, de sorte que cette classe fut classée comme « DDA » (destroyer anti-aérien ou destroyer polyvalent) officieusement.
Comme son prédécesseur, la classe Ayanami, cette classe a adopté une conception de « long gaillard » avec pont arrière incliné appelé « Piste Hollande », du nom de la rue comprenant des groupes de bâtiments traditionnels de la ville de Nagasaki. Le système de propulsion est presque identique que celui de la classe Harukaze.
La suite de capteurs et le système d'arme est quasiment les mêmes que ceux du dernier lot de la classe Ayanami, mais trois canons Mark 16 de 5 pouces/54 calibres (avec des affûts simples Mark 39) ont été ajoutés pour étendre la portée efficace contre les menaces aériennes et de surface en plus de quatre canons Mark 22 de 3 pouces/50 calibres (avec des affûts doubles Mark 33). Les canons de 5 pouces sont contrôlés par un système de conduite de tir des canons de navire Mark 57 et les canons de 3 pouces par un système de conduite de tir Mark 63. Le principal radar de recherche aérienne est un OPS-1, la version japonaise de l'AN/SPS-6 américain.

## Navires de la classe
| Numéro de coque | Nom      | Lancement       | Fin de service |
| --------------- | -------- | --------------- | -------------- |
| DD-107          | Murasame | 31 juillet 1958 | 23 mars 1988   |
| DD-108          | Yūdachi  | 31 juillet 1958 | 1987           |
| DD-109          | Harusame | 18 juin 1959    | mai 1989       |